# گیدئون کالولو
گیدئون کالولو (انگلیسی: Gédéon Kalulu؛ زادهٔ ۲۹ اوت ۱۹۹۷) بازیکن فوتبال اهل فرانسه است.
وی همچنین در تیم ملی فوتبال جمهوری دموکراتیک کنگو بازی کرده‌است.